# Muttiah Muralitharan
Deshabandu Muttiah Muralitharan(nacido el 17 de abril de 1972) es un entrenador de críquet, empresario y exjugador profesional de críquet de Sri Lanka. Con un promedio de más de seis wickets por partido de prueba, está considerado como uno de los mejores jugadores de la historia de este deporte. Es el único jugador de bolos que ha conseguido 800 wickets en partidos de prueba y más de 530 en partidos internacionales de un día (ODI). A partir de 2024 , ha tomado más wickets en el cricket internacional que cualquier otro jugador de bolos.Muralitharan formó parte del equipo de Sri Lanka que ganó la Copa Mundial de Cricket de 1996.
La carrera internacional de Muralitharan estuvo plagada de controversias sobre sus lanzamientos. Debido a una inusual hiperextensión de su brazo doblado congénitamente durante el parto, su forma de lanzar fue cuestionada en varias ocasiones por los árbitros y sectores de la comunidad del críquet.Tras un análisis biomecánico en condiciones de juego simuladas, la forma de lanzar de Muralitharan fue aprobada por el Consejo Internacional de Cricket, primero en 1996 y de nuevo en 1999.
Muralitharan ocupó el primer puesto en la clasificación de jugadores de bolos de pruebas del Consejo Internacional de Críquet durante un récord de 1.711 días en 214 partidos de pruebas. Se convirtió en el jugador con más wickets en el críquet de prueba cuando superó al anterior poseedor del récord, Shane Warne, el 3 de diciembre de 2007.Muralitharan había mantenido previamente el récord cuando superó 519 wickets de Courtney Walsh en 2004, pero sufrió una lesión en el hombro más tarde ese año y fue superado por Warne. Muralitharan tomó el wicket de Gautam Gambhir el 5 de febrero de 2009 en Colombo para batir el récord de ODI de Wasim Akram de 502 wickets.Se retiró del críquet de prueba en 2010, el registro de su 800 ª y última wicket el 22 de julio de 2010 de su última bola en su último partido de prueba.
Muralitharan fue calificado como el mejor jugador de bolos de partido de prueba por el Almanaque de Cricketers de Wisden en 2002, y en 2017 fue el primer jugador de críquet de Sri Lanka en ser incluido en el Salón de la Fama de Cricket de la ICC. Ganó el premio Ada Derana Sri Lanka del Año en 2017. 

## Primeros años y vida personal
Muralitharan nació el 17 de abril de 1972 en Kandy (Sri Lanka), en el seno de una familia hindú tamil de la región montañosa, siendo el mayor de los cuatro hijos de Sinnasamy Muttiah y Lakshmi. El padre de Muralitharan, Sinnasamy Muttiah, dirige un próspero negocio de galletas. El abuelo paterno de Muralitharan, Periyasamy Sinasamy, llegó del sur de la India para trabajar en las plantaciones de té del centro de Sri Lanka en 1920. Sinasamy regresó más tarde a su país natal con sus hijas y se estableció en Tiruchirappalli, Tamil Nadu, India. Sin embargo, sus hijos, incluido el padre de Muralitharan, Muttiah, permanecieron en Sri Lanka.
A los nueve años, Muralitharan fue enviado al St. Anthony's College de Kandy, una escuela privada dirigida por monjes benedictinos. Comenzó su carrera en el críquet como lanzador de media distancia, pero a los catorce años, siguiendo el consejo de Sunil Fernando, su entrenador en el colegio, se inició en el fuera de juego. No tardó en impresionar y llegó a jugar cuatro años en el primer equipo de la escuela. En aquella época jugaba como todoterreno y bateaba en el mediocampo. En sus dos últimas temporadas en el St Anthony's College consiguió más de cien wickets y en 1990-91 fue nombrado "Jugador de críquet escolar Bata del año".
Tras dejar la escuela, se unió al Tamil Union Cricket and Athletic Club y fue seleccionado para la gira de Sri Lanka A por Inglaterra en 1991. Participó en cinco partidos, pero no consiguió ni un solo wicket. A su regreso a Sri Lanka, impresionó contra el equipo australiano de Allan Border en un partido de entrenamiento y, posteriormente, debutó en las pruebas en el estadio R. Premadasa, en el segundo partido de la serie.
Cuando su abuelo falleció a la edad de 104 años en julio de 2004, Muralitharan regresó a casa tras la Copa de Asia para asistir a su funeral. El primer deseo de Periyasamy Sinasamy era ver a Muralitharan conseguir el récord mundial de más wickets en Test superando el récord establecido por Courtney Walsh), pero no su deseo de vivir para ver a su nieto casado. La abuela de Muralitharan había fallecido un mes antes a la edad de 97 años. El representante de Muralitharan, Kushil Gunasekera, declaró que "la familia de Murali está muy unida. Respetan los valores tradicionales. El difunto abuelo mantenía una gran relación con Murali"
Muralitharan se casó con Madhimalar Ramamurthy, natural de Chennai, el 21 de marzo de 2005. Madhimalar es hija del difunto Dr. S. Ramamurthy, de los Hospitales Malar, y de su esposa, la Dra. Nithya Ramamurthy.Su primer hijo, Naren, nació en enero de 2006.
Muttiah Muralitharan es ciudadano indio de ultramar (OCI) y no necesita visado para viajar a la India. Según su representante, Kushil Gunasekera, Muralitharan tiene derecho a este estatus porque su familia es originaria de la India. Muttiah anunció el 3 de abril de 2011 que se retiraba del deporte.

## Ortografía y significado del nombre
Aunque su nombre se romanizó como Muralitharan desde el principio de su carrera, él prefiere la grafía Muralidaran. Las diferentes grafías se deben a que la letra tamil த puede pronunciarse como "t" y como "d" dependiendo del lugar que ocupe en la palabra. A menudo se translitera como "th" para distinguirla de otra letra, ட, que es una "t" o "d" retrofleja. En 2007, cuando Cricket Australia decidió presentar el nuevo Trofeo Warne-Muralidaran, que se disputaría entre Australia y Sri Lanka, se pidió a Muralitharan que aclarara cómo debía escribirse su nombre. El portavoz de Cricket Australia, Peter Young, confirmó que "la grafía que él ha dado es Muralidaran".
La portada del primer día en la que aparece Muralitharan lleva un sello oficial con la siguiente leyenda: "The highest wicket taker in Test cricket, MUTHIAH MURALIDARAN, First Day of Issue 03.12.2007, Camp Post Office, Asgiriya International Cricket Stadium, Kandy".

## Cricket nacional

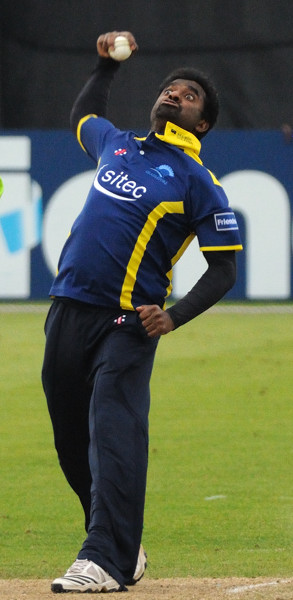
Muralitharan jugando a los bolos con Gloucestershire en 2011

### En Sri Lanka
En el críquet nacional, Muralitharan jugó para dos equipos de primera clase de Sri Lanka, el Tamil Union Cricket and Athletic Club en el Premier Trophy y el Central Province en el Campeonato Provincial. Su récord es excepcional: 234 wickets a 14,51 carreras en 46 partidos.

### En Inglaterra
También jugó al críquet de condado en Inglaterra, principalmente para el Lancashire (1999, 2001, 2005 y 2007), con el que disputó veintiocho partidos de primera clase. En la temporada 2003 jugó cinco partidos de primera clase con Kent. Su registro de lanzamientos en el críquet nacional inglés también es excepcional: 236 wickets a 15,62 carreras en 33 partidos.A pesar de sus esfuerzos, nunca formó parte de un equipo nacional de primera clase que ganara un título, ni en el Premier Trophy ni en el County Championship. Fue inusual entre sus contemporáneos, ya que jugó más partidos de prueba que otros partidos de primera clase (116 pruebas y 99 otros partidos de primera clase a partir del 30 de noviembre de 2007). Muralitharan fue fichado por Gloucestershire en 2011 para jugar en partidos T20. Renovó su contrato T20 con Gloucestershire en 2012, pero no se quedó para la temporada 2013.

### En la India
Muralitharan fue contratado para representar a Bengala en el torneo Ranji Trophy 2008-09. Se esperaba que jugara unos cuatro partidos en la segunda división del torneo, la Plate League.
En febrero de 2008, Muralitharan tenía previsto jugar al críquet Twenty20 con los Chennai Super Kings en la Indian Premier League (IPL). India Cements, la franquicia de Chennai de la IPL, lo compró por 600.000 dólares a través de un proceso de licitación.Los Chennai Super Kings fueron subcampeones de la edición inaugural de la IPL y perdieron la final contra los Rajasthan Royals. Muralitharan consiguió 11 wickets en 15 partidos, con una tasa económica de 6,96 por over. En 2010, en la tercera temporada de la IPL, Muralitharan formó parte del equipo de los Chennai Super Kings que ganó el campeonato de la IPL. Muralitharan también siguió siendo el máximo anotador del equipo después de los tres torneos.
En la subasta de jugadores de la IPL de 2011, Muralitharan fue comprado por Kochi Tuskers Kerala por 1,1 millones de dólares.
En la temporada 2012, Muralitharan fichó por el Royal Challengers Bangalore, donde consiguió 14 wickets en 9 partidos y una tasa económica media de 6,38. Jugó en el Royal Challengers Bangalore de 2012 a 2014. Decidió retirarse de la IPL en 2014.
En 2015, Muralitharan fue nombrado entrenador de bolos y mentor del equipo Sunrisers Hyderabad de la IPL.

### En Australia
Muttiah Muralitharan fichó por los Melbourne Renegades para jugar al críquet Twenty20 en la Big Bash League en 2012. Declaró: "Quería jugar una temporada en Australia y la oportunidad de los Melbourne Renegades estaba ahí, así que la cogí con las dos manos".

## Carrera internacional

### Estilo de bolos y progresión profesional

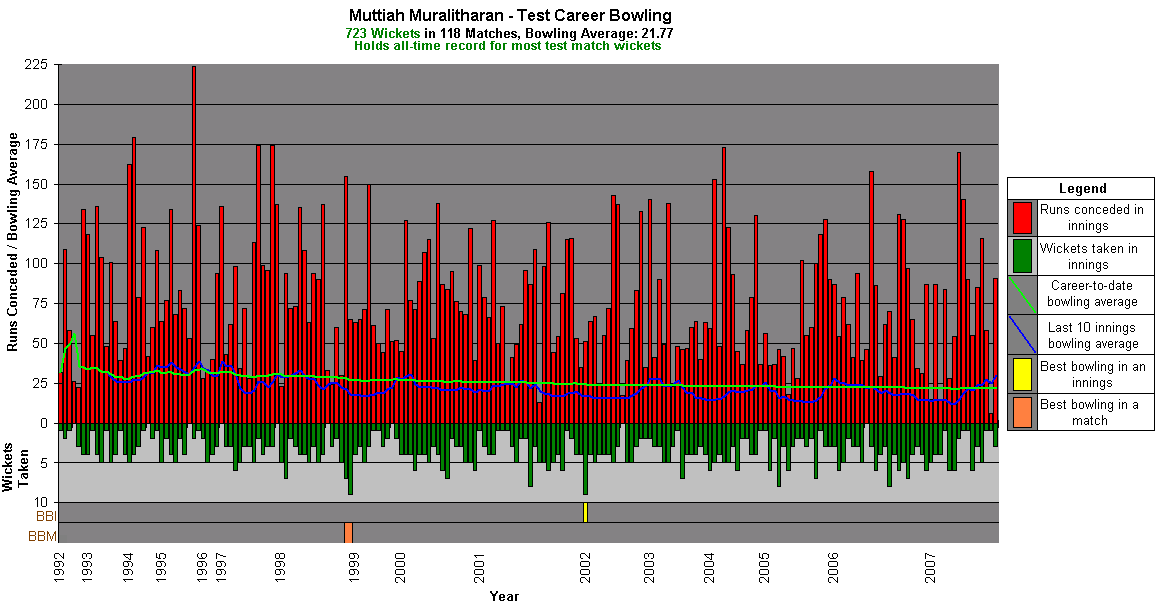
Gráfico que muestra las estadísticas de bolos de Muralitharan en su carrera en los Test y cómo han variado con el tiempo

Muralitharan es el primer lanzador de muñeca de la historia del fútbol. Su acción de lanzamiento única comienza con una carrera corta y culmina con un lanzamiento con el pecho abierto y una muñeca extrema desde un antebrazo parcialmente supinado, lo que hizo que Allan Border lo confundiera con un lanzador de pierna al principio de su carrera.Aparte de su lanzamiento habitual, el off-break, del que afirmaba tener dos variantes (durante una exhibición televisiva grabada con Mark Nicholas de Channel 4 en 2004), sus lanzamientos principales son un topspinner rápido que aterriza en la costura y normalmente va recto, y el doosra, un lanzamiento sorpresa que gira de pierna a fuera (la dirección opuesta a su lanzamiento habitual) sin un cambio de acción fácilmente discernible. Además, ocasionalmente utilizaba una de sus varias novedades sin nombre. Su muñeca superflexible le hace especialmente potente y le garantiza giros en cualquier superficie.
Desde su debut en 1992, Muralitharan consiguió 800 wickets en Test y más de 500 en One Day International, convirtiéndose en el primer jugador en conseguir 1.000 wickets combinados en las dos principales modalidades del críquet internacional.

### Test cricket
Primeros años
El 28 de agosto de 1992, a la edad de 20 años, Muralitharan debutó contra Australia en el Estadio Khettarama y consiguió 3 de 141. Craig McDermott fue su primer wicket en un test.
En agosto de 1993, en Moratuwa, Muralitharan hizo 5 de 104 en la primera entrada sudafricana, su primer botín de cinco tantos en pruebas. Entre sus wickets se encontraban Kepler Wessels, Hansie Cronje y Jonty Rhodes.
Antes del accidentado Test del Boxing Day de 1995, Muralitharan había logrado 80 wickets en 22 Tests, con una media nada halagüeña de 32,74. Incluso en ese momento de su carrera era el máximo anotador de Sri Lanka, habiendo superado los 73 wickets de Rumesh Ratnayake.
Prueba del Boxing Day de 1995
Durante la segunda prueba entre Sri Lanka y Australia en el Melbourne Cricket Ground el Boxing Day de 1995, el árbitro australiano Darrell Hair llamó a Muralitharan por lanzar ante una multitud de 55.239 personas. Hair no pitó al lanzador siete veces en tres overs, al considerar que el jugador, que entonces tenía 23 años, doblaba el brazo y lo estiraba durante el lanzamiento, una acción ilegal en el críquet.
Muralitharan había lanzado dos overs antes del almuerzo desde la zona del árbitro Steve Dunne o desde el Members' End del campo, con el árbitro Hair en la pierna cuadrada, que transcurrieron sin incidentes. A las 14:34, retomó el ataque desde el campo del árbitro Hair o el extremo sur. El tercer lanzamiento de Muralitharan fue un "maiden" en el que todos los lanzamientos se consideraron legítimos, pero en el cuarto Hair le expulsó dos veces por lanzar la cuarta y la sexta pelota. El árbitro continuó pitándole tres veces en su quinto lanzamiento, en la segunda, cuarta y sexta pelota. Mientras el jugador de bolos permanecía perplejo con las manos en las caderas, las cinco llamadas provocaron la respuesta inmediata del capitán de Sri Lanka, Arjuna Ranatunga, que abandonó el campo a las 15:03 para pedir consejo a la dirección de su equipo. Regresó a las 15:08 y continuó con Muralitharan, que fue llamado dos veces más en su sexta parte, en la segunda y sexta pelota. A las 15:17, Ranatunga retiró al lanzador del ataque, aunque lo reintrodujo a las 15:30 en el extremo del árbitro Dunne. Aunque Hair cuenta en su libro, "Decision Maker", que al final de la pausa para el té declaró que llamaría a Muralitharan sin importar en qué extremo lanzara, no lo hizo. Muralitharan completó otros doce overs sin más bolas nulas y, tras lanzar a Mark Waugh, terminó el día con unas cifras de 18-3-58-1.
Tras ser eliminado, Muralitharan lanzó otros 32 overs desde la zona del árbitro Steve Dunne sin que Dunne ni Hair, en la pierna cuadrada, protestaran. El bando de Sri Lanka se indignó tras el incidente, pero el ICC defendió a Hair, esbozando una lista de pasos que habían dado en el pasado para determinar, sin resultado, la legitimidad de la acción de Muralitharan.Al llamar a Muralitharan desde el extremo de los lanzadores, Hair se extralimitó en lo que normalmente se considera la autoridad del árbitro de pierna cuadrada a la hora de juzgar los lanzamientos. Dunne habría tenido que romper las convenciones para apoyar a su compañero.
Al final del partido, los esrilanqueses pidieron permiso al ICC para consultar con Hair y averiguar exactamente cómo solucionar el problema con su lanzador. A pesar de que el organismo que controla el juego estaba de acuerdo, la Junta Australiana de Críquet lo vetó alegando que podría dar lugar a que los árbitros fueran interrogados por los equipos después de cada partido, lo que significaba que la polémica de los lanzamientos continuaría en la Copa de las Series Mundiales durante la semana siguiente. Los esrilanqueses, decepcionados por no haber recibido una explicación, decidieron que seguirían jugando con su lanzador en los partidos en los que no actuara Hair y querían saber si otros árbitros apoyarían o rechazarían la decisión de Hair.
La acción de Muralitharan fue autorizada por el ICC tras un análisis biomecánico realizado en la Universidad de Australia Occidental y en la Universidad de Ciencia y Tecnología de Hong Kong en 1996. Llegaron a la conclusión de que su acción creaba la "ilusión óptica del lanzamiento".
Mitad de carrera
El 16 de marzo de 1997, Muralitharan se convirtió en el primer esrilanqués en alcanzar los 100 wickets en pruebas, al eliminar a Stephen Fleming en la segunda entrada de las pruebas de Hamilton.
En enero de 1998, Muralitharan consiguió su primera racha de diez victorias contra Zimbabue, en la primera prueba disputada en Kandy. Sri Lanka ganó por ocho wickets y Muralitharan hizo 12 de 117.
En agosto de ese mismo año, Muralitharan logró la mejor marca de su carrera en un partido de prueba: 16 para 220, en el único test contra Inglaterra. En la segunda entrada inglesa, Muralitharan lanzó una maratoniana serie de 54,2 overs en los que logró 9 de 65 carreras, el otro wicket fue una expulsión. Ben Hollioake consigue su 200.º wicket en un test. Sri Lanka gana por diez wickets, su primera victoria en un test en Inglaterra. Tras batir el récord mundial de ensayos en 2007, Muralitharan comentó que su actuación de 1998 en el Oval contra Inglaterra había sido el punto culminante de su carrera. Todo el mundo pensaba que yo era un buen lanzador, y desde entonces no he mirado atrás".
En diciembre de 2000, Muralitharan, que jugaba su 58.º test, consiguió su 300.º wicket en un test al eliminar a Shaun Pollock en el primer test de Durban. Sólo Dennis Lillee alcanzó el hito antes, en su 56.º test.
El 4 de enero de 2002, en Kandy, Muralitharan podría haber terminado con las mejores cifras de la historia en una sola entrada, pero después de haber conseguido nueve wickets contra Zimbabue, Russel Arnold dejó caer una captura en la pierna corta. Se perdió el décimo cuando Chaminda Vaas expulsó a Henry Olonga, que fue capturado por detrás en medio de apelaciones sofocadas. Muralitharan completó sus 9 de 51 en la primera entrada con 4 de 64 en la segunda, igualando el récord de Richard Hadlee de 10 partidos con diez saques, pero necesitando 15 pruebas menos para lograrlo.
El 15 de enero de 2002, en su 72.ª prueba, Muralitharan se convirtió en el más rápido y el más joven en alcanzar la marca de los 400 lanzamientos, al eliminar a Olonga en la tercera prueba en Galle.
El 16 de marzo de 2004, Muralitharan se convirtió en el lanzador más rápido y más joven en alcanzar los 500 wickets durante la segunda prueba entre Sri Lanka y Australia, disputada en Kandy. En su 87.ª prueba, lanzó a Kasprowicz para conseguir su 500.ª víctima, sólo cuatro días después de que Warne alcanzara el hito en la quinta jornada de la primera prueba entre ambos equipos en Galle. Warne necesitó 108 tests para alcanzar las 500 víctimas. Muralitharan hizo 4-48 en la primera jornada de la segunda prueba, en la que Australia fue derrotada por 120 en la primera entrada.
Superando a Walsh y Warne
En mayo de 2004, Muralitharan superó el récord del antillano Courtney Walsh de 519 wickets en partidos de prueba, convirtiéndose en el jugador con más wickets. El zimbabuense Mluleki Nkala se convierte en el 520.º scalp de Muralitharan en Tests. Muralitharan ostentó el récord hasta que Shane Warne se hizo con él en octubre de 2004. Warne superó la marca de 532 wickets de Muralitharan al eliminar al indio Irfan Pathan. Warne declaró que había disfrutado de su duelo con Muralitharan, que en aquel momento estaba de baja por una operación en el hombro.
Tras un año excepcional, Muralitharan fue elegido mejor jugador de críquet del mundo por Wisden en 2006. En seis Tests, logró 60 wickets. Consiguió diez en cada uno de los cuatro partidos consecutivos, la segunda vez que lograba tal hazaña. Los rivales a los que se enfrentó para conseguir los 60 wickets fueron Inglaterra a domicilio, Sudáfrica en casa y Nueva Zelanda a domicilio. En total, Muralitharan logró 90 wickets en 11 Tests durante el año natural.Por su actuación en 2006, fue incluido en el Once Mundial de Pruebas por el ICC y ESPNcricinfo.
En julio de 2007, Muttiah Muralitharan se convirtió en el segundo lanzador, después de Warne, en conseguir 700 wickets en Test. El lanzador de fuera de pista alcanzó el hito al hacer que el último hombre de Bangladés, Syed Rasel, fuera atrapado en el fondo por Farveez Maharoof en la cuarta jornada de la tercera y última prueba en el estadio Asgiriya de Kandy. La expulsión supuso la victoria de Sri Lanka por una entrada y 193 carreras, con lo que el anfitrión se adjudicó la serie por 3-0. Muralitharan terminó con seis wickets en cada entrada y se adjudicó 10 o más wickets en una prueba por vigésima vez. Sin embargo, no pudo superar el récord de 708 wickets de Warne cuando Sri Lanka visitó Australia en noviembre de 2007, ya que sólo consiguió cuatro wickets en dos partidos de prueba.
Muralitharan recuperó el récord de más wickets en Test durante la primera prueba contra Inglaterra en Kandy, el 3 de diciembre de 2007.Muralitharan alcanzó la marca en su 116.º test, 29 menos que Warne, y sólo había concedido 21,77 carreras por wicket, frente a las 25,41 del australiano. Warne creía que Muralitharan conseguiría "1.000 wickets" antes de retirarse.El ex plusmarquista Courtney Walsh también opinaba que esto sería posible si Muralitharan conservaba su hambre de wickets.El propio Muralitharan creía que existía la posibilidad de que alcanzara ese hito. Por sus actuaciones en 2007, fue incluido en el Once Mundial de Pruebas por el ICCy ESPNcricinfo.
Más allá del récord mundial
En julio de 2008, Muralitharan y Ajantha Mendis frenaron el potente bateo indio y Sri Lanka ganó la primera prueba por un récord de 239 carreras en Colombo. Muralitharan terminó el partido con 11 wickets por 110, ya que India fue derrotada por 138 en su segunda entrada, después de ceder una ventaja de 377 en la cuarta jornada. Muralitharan contó con el apoyo del debutante Ajantha Mendis, un hilandero poco ortodoxo y muy variado, que logró ocho wickets en su primer partido.
Muralitharan creía que la aparición de Mendis le ayudaría a prolongar su propia carrera. Muralitharan, de 36 años, y Mendis, de 23, formaron una formidable pareja en la primera prueba, en la que derrotaron a la India, y se llevaron entre los dos 19 de los 20 wickets. "Si sigue actuando así, seguro que conseguirá muchos wickets en el críquet internacional. Ahora que ha llegado, creo que podré jugar al críquet unos cuantos años más. Lanzar 50 overs en un partido de prueba es muy difícil. Ahora, si sólo lanzo 30-35 y él lanza más que yo, el trabajo me resultará más fácil".
Por su actuación en 2008, el ICC le incluyó en el Once Mundial de Pruebas.
| Tabla: Rendimiento de los bolos de prueba                                     | Tabla: Rendimiento de los bolos de prueba | Tabla: Rendimiento de los bolos de prueba | Tabla: Rendimiento de los bolos de prueba | Tabla: Rendimiento de los bolos de prueba | Tabla: Rendimiento de los bolos de prueba | Tabla: Rendimiento de los bolos de prueba | Tabla: Rendimiento de los bolos de prueba | Tabla: Rendimiento de los bolos de prueba | Tabla: Rendimiento de los bolos de prueba | Tabla: Rendimiento de los bolos de prueba | Tabla: Rendimiento de los bolos de prueba |
| ----------------------------------------------------------------------------- | ----------------------------------------- | ----------------------------------------- | ----------------------------------------- | ----------------------------------------- | ----------------------------------------- | ----------------------------------------- | ----------------------------------------- | ----------------------------------------- | ----------------------------------------- | ----------------------------------------- | ----------------------------------------- |
| Resumen de la actuación de Muralitharan en los Test contra todos los rivales. |                                           |                                           |                                           |                                           |                                           |                                           |                                           |                                           |                                           |                                           |                                           |
| Contra                                                                        | M                                         | O                                         | M                                         | R                                         | W                                         | 5w                                        | 10w                                       | Mejor                                     | Avg                                       | S/R                                       | E/R                                       |
| Australia                                                                     | 13*                                       | 685.3                                     | 100                                       | 2128                                      | 59                                        | 5                                         | 1                                         | 6 de 59                                   | 36.07                                     | 69.7                                      | 3.1                                       |
| Bangladés                                                                     | 11                                        | 452.0                                     | 114                                       | 1190                                      | 89                                        | 11                                        | 4                                         | 6 de 18                                   | 13.37                                     | 30.4                                      | 2.6                                       |
| England                                                                       | 16                                        | 1102.1                                    | 348                                       | 2247                                      | 112                                       | 8                                         | 4                                         | 9 de 65                                   | 20.06                                     | 59.0                                      | 2.0                                       |
| India                                                                         | 22                                        | 1125.2                                    | 215                                       | 3297                                      | 105                                       | 7                                         | 2                                         | 8 de 87                                   | 32.32                                     | 66.1                                      | 2.9                                       |
| New Zealand                                                                   | 14                                        | 753.2                                     | 203                                       | 1776                                      | 82                                        | 5                                         | 1                                         | 6 de 87                                   | 21.53                                     | 55.1                                      | 2.3                                       |
| Pakistán                                                                      | 16                                        | 782.5                                     | 184                                       | 2027                                      | 80                                        | 5                                         | 1                                         | 6 de 71                                   | 25.46                                     | 58.7                                      | 2.6                                       |
| South Africa                                                                  | 15                                        | 984.4                                     | 221                                       | 2311                                      | 104                                       | 11                                        | 4                                         | 7 de 84                                   | 22.22                                     | 56.8                                      | 2.3                                       |
| West Indies                                                                   | 12                                        | 622.3                                     | 143                                       | 1609                                      | 82                                        | 9                                         | 3                                         | 8 de 46                                   | 19.62                                     | 45.5                                      | 2.6                                       |
| Zimbabue                                                                      | 14                                        | 786.5                                     | 259                                       | 1467                                      | 87                                        | 6                                         | 2                                         | 9 de 51                                   | 16.86                                     | 54.2                                      | 1.9                                       |
| Overall (9)                                                                   | 133                                       | 7339.5                                    | 1794                                      | 18180                                     | 800                                       | 67                                        | 22                                        | 9 de 51                                   | 22.72                                     | 55.0                                      | 2.5                                       |
| Fuente: ESPNcricinfo *Incluido uno para un ICC World XI                       |                                           |                                           |                                           |                                           |                                           |                                           |                                           |                                           |                                           |                                           |                                           |

Análisis de resultados
En julio de 2007, Muralitharan alcanzó una puntuación máxima de 920 en los Test Bowling Rating, según los LG ICC Player Rankings. Se trata de la puntuación más alta jamás alcanzada por un lanzador de bolos en pruebas de críquet. También ocupa el cuarto lugar en la clasificación de mejores lanzadores de la historia del LG ICC.
Muralitharan tiene la distinción única de conseguir 10 o más wickets en un partido contra las otras nueve naciones que juegan Test, así como capturar más de 50 wickets contra cada una de ellas. También consiguió 7 o más wickets en una entrada contra cinco países: Inglaterra, India, Sudáfrica, Indias Occidentales y Zimbabue (véase la tabla anterior). Muttiah Muralitharan también consiguió al menos cinco quinces contra las otras nueve selecciones de Test.
En la actualidad, ostenta el mayor porcentaje de wickets por partido (6,1) entre los jugadores de bolos con más de 200 wickets en pruebas, y también ha representado a Sri Lanka en 118 de las 175 pruebas que ha disputado (67,4%).
Contra equipos que no son Bangladés ni Zimbabue, Muralitharan logró 624 wickets en 108 tests. En comparación, excluyendo sus partidos contra Bangladés y Zimbabue, Warne logró 691 wickets en 142 tests. La media de Murali, de 24,05, es ligeramente superior a la de Warne, de 25,41. Muralitharan ganó 18 premios al Jugador del Partido en pruebas de críquet.
Durante la época en que Muralitharan jugaba, el Programa de Giras Futuras del ICC negó a Sri Lanka y a varios otros equipos la igualdad de condiciones. Como consecuencia de ello, Muralitharan nunca realizó una gira por Sudáfrica después de diciembre de 2002 y nunca jugó un partido de prueba en el Sydney Cricket Ground, un campo de cricket propicio para el spin.
Otra comparación del historial de Muralitharan con el de otros jugadores internacionales de éxito es su trayectoria fuera de casa. Muralitharan ha recibido críticas por su gran éxito en su propio país, en el que ha lanzado en campos más propicios para el spin que en otros campos internacionales. Un rápido análisis de su historial en partidos de prueba jugados fuera de Sri Lanka muestra que en 52 partidos ha lanzado 278 wickets a una media de 26,24 carreras por wicket, con una tasa de ataque de 60,1 bolas por wicket.Del mismo modo, su rival en los bolos Shane Warne se retiró con un registro ligeramente superior fuera de casa: 362 wickets en 73 partidos, con una media de 25,50 y una tasa de ataque de 56,7.Debido a las variantes del críquet de prueba, como los terrenos en los que se juega y la oposición contra la que se juega, es difícil comparar la calidad de los jugadores de alto nivel y, como tal, es muy difícil y subjetivo. Sin embargo, está claro que Muralitharan lo hizo mucho mejor jugando en casa contra los modestos Zimbabue y Bangladés, con una media de menos de 16 carreras por wicket.
El editor de estadísticas de Cricinfo, S. Rajesh, llegó a la conclusión de que la década 2000-2009 fue el mejor periodo de 10 años para los bateadores de pruebas desde la década de 1940.Muralitharan fue claramente el máximo anotador de pruebas durante este periodo, con 565 wickets a 20,97, a pesar del dominio del bate sobre la pelota. Shane Warne consiguió 357 wickets con una media de 25,17.De los spinners con más de 100 wickets en los Test, sólo John Briggs (17,75), Jim Laker (21,24), Bill O'Reilly (22,59) y Clarrie Grimmett (24,21) tienen medias por debajo de 25,00.
Muralitharan estuvo en el bando ganador en 54 de los 133 partidos de prueba que disputó. En esos partidos, consiguió un total de 438 wickets (8,1 wickets por partido), con una media excepcional de 16,18 por wicket y una tasa de ataque de 42,7. Muralitharan consiguió 795 wickets para su país, Sri Lanka, en 132 tests. El siguiente jugador con más wickets para Sri Lanka en esos 132 tests fue Chaminda Vaas, con 309, menos del 40% de la pila del spinner. Nadie más logró 100. En conjunto, los jugadores de bolos de Sri Lanka sumaron 1968 wickets en ese periodo, de los que Muralitharan fue responsable del 40,4%. Entre los otros 24 esrilanqueses que lograron más de 10 de esos wickets, sólo Lasith Malinga lo hizo con una tasa de acierto mejor (52,3) que la de Muralitharan (54,9), y este último lanzó bastantes más overs, 6.657,1 para ser exactos.
Hitos en los test wicket
| Número | Bateador           | Método                         | Puntuación | Equipo        | Partido # | Prueba # | Notas                                             |
| ------ | ------------------ | ------------------------------ | ---------- | ------------- | --------- | -------- | ------------------------------------------------- |
| 1      | Craig McDermott    | lbw                            | 9          | Australia     | 1         | 1195     |                                                   |
| 50     | Navjot Sidhu       | atrapado Ruwan Kalpag          | 43         | India         | 13        | 1247     |                                                   |
| 74     | Inzamam-ul-Haq     | atrapado y boleado             | 26         | Pakistán      | 20        | 1305     | Rompe el récord de Sri Lanka de Rumesh Ratnayake. |
| 100    | Stephen Fleming    | boleado                        | 59         | Nueva Zelanda | 27        | 1359     |                                                   |
| 150    | Guy Whittall       | atrapado Mahela Jayawardene    | 17         | Zimbabue      | 36        | 1395     |                                                   |
| 200    | Dominic Cork       | atrapado Romesh Kaluwitharana  | 8          | Inglaterra    | 42        | 1423     |                                                   |
| 250    | Naved Ashraf       | lbw                            | 27         | Pakistán      | 51        | 1489     |                                                   |
| 300    | Shaun Pollock      | atrapado Tillakaratne Dilshan  | 11         | Sudáfrica     | 58        | 1526     |                                                   |
| 350    | Mohammad Sharif    | atrapado y boleado             | 19         | Bangladés     | 66        | 1561     |                                                   |
| 400    | Henry Olonga       | lanzó                          | 0          | Zimbabue      | 72        | 1585     |                                                   |
| 450    | Daryl Tuffey       | atrapado Sanath Jayasuriya     | 1          | Nueva Zelanda | 80        | 1644     |                                                   |
| 500    | Michael Kasprowicz | lanzó                          | 0          | Australia     | 87        | 1688     |                                                   |
| 520    | Mluleki Nkala      | atrapado Mahela Jayawardene    | 24         | Zimbabue      | 89        | 1698     |                                                   |
| 550    | Khaled Mashud      | atrapado Thilan Samaraweera    | 2          | Bangladés     | 94        | 1764     |                                                   |
| 600    | Khaled Mashud      | atrapado Lasith Malinga        | 6          | Bangladés     | 101       | 1786     |                                                   |
| 650    | Makhaya Ntini      | atrapado Farveez Maharoof      | 13         | Sudáfrica     | 108       | 1812     |                                                   |
| 700    | Syed Rasel         | atrapado Farveez Maharoof      | 4          | Bangladés     | 113       | 1839     |                                                   |
| 709    | Paul Collingwood   | lanzó                          | 45         | Inglaterra    | 116       | 1851     |                                                   |
| 750    | Sourav Ganguly     | Derribado Prasanna Jayawardene | 16         | India         | 122       | 1884     |                                                   |
| 800    | Pragyan Ojha       | atrapado Mahela Jayawardene    | 13         | India         | 133       | 1964     |                                                   |

### Internacionales de un día

#### Resumen de su carrera

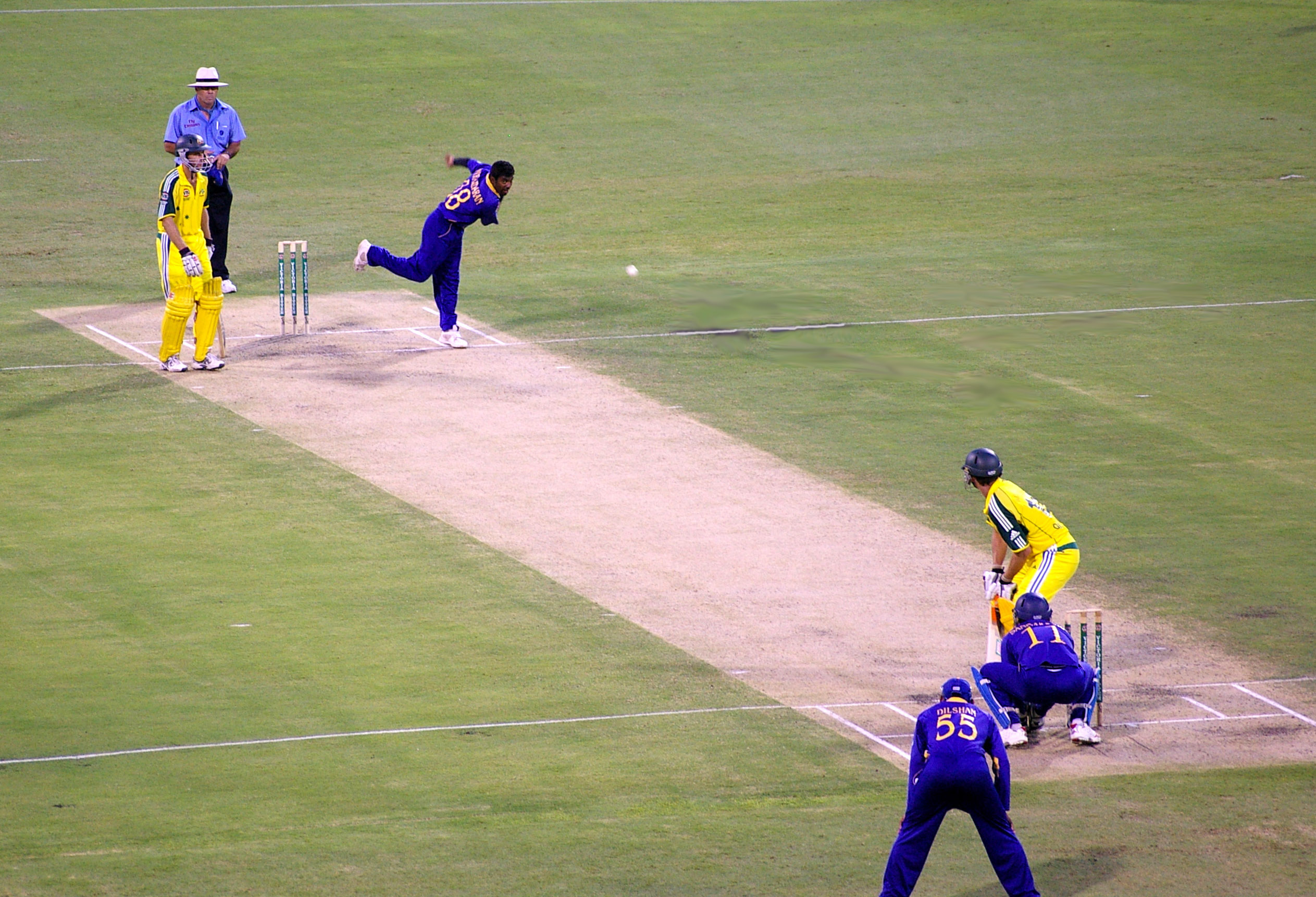
Muralitharan lanzando a Adam Gilchrist en un ODI en 2006.

El 12 de agosto de 1993, Muralitharan debutó en un partido internacional de un día (ODI) contra la India en el estadio Khettarama y logró 1 de 38 en diez overs. Pravin Amre fue su primer wicket en un ODI.
El 27 de octubre de 2000, en Sharjah, Muralitharan hizo 7 de 30 contra la India, que eran entonces las mejores cifras de lanzamiento en partidos internacionales de un día.
El 9 de abril de 2002, Muralitharan alcanzó la mejor puntuación de su carrera en un partido internacional de un día con 913, según la clasificación de jugadores del ICC. Se trata de la puntuación más alta jamás alcanzada por un lanzador de bolos en partidos internacionales de un día. También ocupa el cuarto lugar en la clasificación de los mejores lanzadores ODI de la historia del LG ICC.
En 2006, Muralitharan consiguió el segundo (ahora tercer) mayor número de carreras (99) en un One Day International Innings. Ese día, los australianos, especialmente Adam Gilchrist, atacaron los lanzamientos de Muralitharan más de lo habitual. Sin embargo, por su actuación en 2006, el ICC lo incluyó en el Once Mundial de ODI. Muralitharan no tiene un gran historial contra los australianos en ODI, y esto se demostró una vez más cuando no fue efectivo en la fase final de la Copa del Mundo de 2007; su principal verdugo fue Gilchrist.Sin embargo, por su actuación en 2007, el ICC lo incluyó en el Once Mundial de ODI.ESPNcricinfo lo incluyó en el "Equipo del Torneo" de la Copa Mundial de 2007.
Muralitharan jugó en cinco torneos de la Copa Mundial de Cricket, en 1996, 1999, 2003, 2007 y 2011. Consiguió 67 wickets en la Copa del Mundo, segundo en la lista por detrás de Glenn McGrath, que tiene 71, y representó a Sri Lanka en tres finales de la Copa del Mundo. En 1996, Muralitharan formó parte del equipo de Sri Lanka ganador de la Copa del Mundo que derrotó a Australia en Lahore, Pakistán. Muralitharan también participó en la final de la Copa Mundial de 2007, en la que Australia derrotó a Sri Lanka en Bridgetown, Barbados. Consiguió 23 wickets en la Copa del Mundo de 2007 y terminó como el segundo jugador con más wickets del torneo, por detrás de Glenn McGrath. Formó parte del equipo de 2011 que perdió la final del Mundial contra India en Bombay. También fue su partido de despedida. Fue nombrado en el "Equipo del Torneo" de la Copa del Mundo de 2011 por el ICC.
Muttiah Muralitharan se quedó fuera de la selección de un día de Sri Lanka para la gira por las Indias Occidentales en abril de 2008. El presidente de los seleccionadores , Ashantha De Mel, aclaró que "sabemos que (Muralitharan) todavía puede jugar en la próxima Copa del Mundo si se le cuida adecuadamente, así que queremos utilizarlo con moderación para preservarlo para los grandes partidos y la Copa del Mundo que se celebrará próximamente en el subcontinente asiático, donde Muralitharan será una amenaza".
Muralitharan es el jugador con mayor número de wickets en partidos internacionales de un día, habiendo superado a Wasim Akram el 5 de febrero de 2009. Akram consiguió 502 wickets en 356 partidos. El 3 de febrero de 2009, Muralitharan eliminó a Yuvraj Singh en su 327.º partido, el tercer ODI contra la India en Colombo, igualando así el récord de Akram. Muralitharan ganó 13 premios al Jugador del Partido en esta modalidad.

### Bateo
Muralitharan, un agresivo bateador de orden inferior que normalmente bateaba en el puesto 11, era conocido por su tendencia a retroceder hacia la pierna y a lanzarse. A veces, podía ser un problema para los lanzadores por sus formas poco ortodoxas y aventureras. En una ocasión, en un partido de prueba contra Inglaterra, mientras jugaba contra Alex Tudor, retrocedió hacia el muñón de la pierna tratando de enganchar la pelota y acabó tendido en el suelo de lado tras el golpe. Fue tristemente célebre su expulsión en un partido contra Nueva Zelanda, cuando abandonó su puesto para felicitar a Kumar Sangakkara, que acababa de anotar un sencillo para alcanzar su siglo; el jardinero neozelandés aún no había devuelto la pelota al guardameta, por lo que la pelota seguía en juego. Su mejor marca en un test, 67, la consiguió contra la India en Kandy en 2001, con tres seises y cinco cuatros.En ocasiones logró valiosas puntuaciones, como 30 carreras contra Inglaterra en el Oval en 1998, incluidos 5 cuatros, 38 carreras (4 cuatros, 1 seis) contra Inglaterra en Galle en 2003,43 carreras (5 cuatros, 3 seises) contra Australia en Kandy en 2004 36 carreras contra las Indias Occidentales en Colombo en 2005, y su mejor anotación en un ODI, 33 no out (4 cuatros y 2 seises en 16 pelotas) contra Bangladés en la final de las Tres Series de 2009 en Bangladés.En este último partido, el esfuerzo de Muralitharan, que incluyó tres cuatros y un seis en una sola vuelta, fue clave para que Sri Lanka ganara el partido y la serie después de que en las primeras ocho vueltas se viera reducida a 6 por 5, la puntuación más baja jamás registrada en un ODI a la caída del quinto wicket.Muralitharan tiene una tasa de ataque cercana a 70 en el críquet de prueba y anotó más del 55% de sus carreras de prueba con cuatros y seises.
Muralitharan, junto con Chaminda Vaas, ostenta el récord de la mejor pareja de 10.º wicket en pruebas para Sri Lanka. La pareja anotó 79 carreras en el último wicket en el estadio de Asgiriya contra Australia en marzo de 2004.Muralitharan también ostenta el récord de mayor número de carreras anotadas en pruebas de críquet bateando con el número 11.
En la actualidad, Muralitharan ostenta el récord de patos (expulsiones por cero) en la historia del críquet internacional (Tests, ODI y Twenty20), con un total de 59 patos.

### Abusos en Australia
Muralitharan expresó su frustración por los abucheos que recibía habitualmente del público australiano, que le acusaba de lanzar: una de las burlas más comunes que le dirigían era "¡No Ball!" (¡No hay pelota!)Tras la declaración del entonces primer ministro australiano John Howard de que Muralitharan era un "lanzador", en 2004, Muralitharan indicó que no iría a Australia en futuras giras.
Tom Moody, ex seleccionador de Sri Lanka y exjugador australiano de críquet de prueba, declaró que se sentía avergonzado por la reacción despectiva y la atención negativa dirigida a Muttiah Muralitharan por parte del público australiano. Moody declaró que "como australiano, cuando he estado con el equipo de Sri Lanka en Australia, o jugando contra ellos en la Copa del Mundo, es la única situación que encontramos en todo el mundo del críquet en la que tenemos esta vergonzosa mirada despectiva hacia un jugador de críquet".
Durante la serie de 2008 del Commonwealth Bank en Australia, algunos miembros del contingente de Sri Lanka, incluido Muralitharan, fueron objeto de un incidente en Hobart en el que se arrojaron huevos. El seleccionador de Sri Lanka , Don Anurasiri, fue golpeado con un huevo, mientras que Muralitharan y otros dos fueron insultados por un grupo de personas que se dirigían en coche desde un restaurante al hotel.Debido a que el incidente tuvo lugar por la noche, no está claro si Muralitharan era realmente el objetivo de los agresores. Aunque el entrenador australiano del equipo de Sri Lanka, Trevor Bayliss, restó importancia al incidente calificándolo de "no acontecimiento", Cricket Australia reforzó la seguridad en torno al equipo. En respuesta a este episodio, Muralitharan declaró: "Cuando vienes a Australia, te esperas este tipo de incidentes".
Al final de la carrera de Muralitharan como jugador de pruebas, el escritor de cricket Rahul Bhattacharya resumió así las pruebas de Muralitharan: "A menudo se describe a Murali como un zorro. Parece acertado. A diferencia de los jugadores de bolos erizo que persiguen una gran idea, Murali, como un zorro, tenía muchas formas de persecución. Como un zorro, no cazaba en manada. Como un zorro, él mismo fue cruelmente cazado por deporte en algunas partes del mundo. La caza del zorro se prohibió hace unos años en Inglaterra, pero sigue siendo legal en Australia".

### Retirada
El 7 de julio de 2010, Muttiah Muralitharan anunció formalmente su retirada del críquet de prueba en una rueda de prensa en Colombo. Confirmó que el primer partido de prueba contra la India, que debía comenzar el 18 de julio de 2010, sería el último, pero indicó que estaba dispuesto a jugar partidos internacionales de un día si lo consideraba necesario antes de la Copa del Mundo de 2011, de la que Sri Lanka era coanfitrión.Identificó la victoria de Sri Lanka en la Copa del Mundo de 1996 como su mejor momento como jugador de críquet. También declaró que se arrepentía de algunas cosas durante sus 19 años de carrera como jugador. "Me arrepiento de no haber ganado partidos de prueba en Sudáfrica, Australia e India. Pero estoy seguro de que ganaremos muy pronto".
Al comienzo de su último partido, a Muralitharan le faltaban ocho para alcanzar los 800 wickets. Al caer el noveno wicket de la segunda entrada india, Muralitharan aún necesitaba un wicket para alcanzar el hito. Tras 90 minutos de resistencia, Muralitharan consiguió eliminar al último bateador indio , Pragyan Ojha, en el último lanzamiento de su carrera en los Test, convirtiéndose así en el único lanzador que alcanza los 800 wickets en los Test.Sri Lanka ganó el partido por 10 wickets, la séptima vez que lo consigue y la segunda contra la India.
A finales de 2010, Muralitharan anunció su retirada del críquet internacional después de la Copa Mundial de Críquet de 2011, organizada conjuntamente por Bangladés, India y Sri Lanka. Me retiro totalmente del críquet internacional a partir de entonces. Se me ha acabado el tiempo. He firmado para jugar dos años en la IPL."
Su última aparición en una ODI en suelo esrilanqués se produjo durante el choque de semifinales contra Nueva Zelanda, en el que Muralitharan se llevó el wicket de Scott Styris en su última entrega. Su última ODI fue contra la India en la final de la Copa del Mundo en Mumbai, aunque Sri Lanka perdió el partido y Murali no pudo llevarse ningún wicket.

## Tras su retirada
En julio de 2014, jugó con la selección del Resto del Mundo en el partido de celebración del Bicentenario en Lord's.

## Carrera de entrenador
Muralitharan es el entrenador de bolos del Sunrisers Hyderabad desde 2015. Bajo su mandato, el Sunrisers Hyderabad se proclamó campeón de la IPL en 2016.También ha sido nombrado entrenador jefe de los Thiruvallur Veerans en la 2.ª edición de la TNPL.
En 2014, Muralitharan se unió a la selección australiana como consultor de entrenamiento para la serie de pruebas contra Pakistán en los Emiratos Árabes Unidos.El 11 de marzo de 2014, fue nombrado consultor de spin bowling para la Asociación de Cricket de Bengala. El cargo comenzó con los jugadores en un campamento de cuatro días que comenzó el 15 de marzo de 2014.
Fue convocado de nuevo para el equipo australiano antes de la gira de Australia a Sri Lanka en 2016. A pesar de su presencia en el equipo como asesor, Australia no pudo ganar ninguno de los tres partidos de prueba, perdiendo la serie por 3-0. El papel de Muralitharan en el equipo australiano generó controversia en todo el país y en el Sri Lanka Cricket, y Muralitharan intercambió golpes verbales con el entonces director del equipo de Sri Lanka , Charith Senanayake, tras un altercado. El jefe del SLC , Thilanga Sumathipala, amonestó a Muralitharan por intentar entrenar al equipo australiano, el equipo que más presión ejerció sobre Muralitharan en el pasado debido a sus acciones con los bolos. Muralitharan dijo que el equipo que estaba en su contra en el pasado, pero que ahora le llamaba para que les entrenara para jugar contra Sri Lanka, era una gran victoria en su carrera.

## Logros y récords mundiales
Muttiah Muralitharan posee varios récords mundiales y varias primicias:
- Mayor número de wickets en Test (800 wickets)[129]

- Mayor número de wickets en partidos internacionales de un día (534 wickets).[130]

- El mayor número de wickets internacionales en Tests, ODIs y T20s combinados (1347 wickets)[131][132]

- El mayor número de lanzamientos de 5 wickets en una entrada a nivel de pruebas (67).[133]

- Mayor número de 10 lanzamientos en un partido de categoría Test (22). Es el único jugador que ha conseguido 10 wickets por partido contra todas las naciones que juegan Test.[134]

- El más rápido en conseguir 350,[135] 400,[136] 450,[137]500,[138] 550,[139] 600,[140] 650,[141] 700,[142]750[143] y 800 wickets en Test, en términos de partidos jugados (de hecho, es el único jugador que supera los 708 wickets).

- Único jugador que ha conseguido 10 wickets en un Test en cuatro partidos consecutivos. Lo consiguió en dos ocasiones[144]

- Único jugador que ha conseguido 50 o más wickets contra todas las naciones que juegan Test.[145]

- Muralitharan y Jim Laker (Inglaterra), son los únicos jugadores de bolos que han conseguido 9 wickets en dos entradas de un Test.

- 7 wickets en una entrada contra el mayor número de países (5).[146]

- Mayor número de lanzamientos en Test (167),[147] stumped (47)[148]y caught & bowled (35) junto con Anil Kumble.[149] Lanzado por Muralitharan (b Muralitharan) es la expulsión más común en Test cricket (excluyendo el run out).[150]

- Combinación más exitosa entre jugador de bolos y jugador de campo (no portero) - c. Mahela Jayawardene b. Muttiah Muralitharan (77).[151]Mayor número de wickets de prueba capturados por un jugador de campo(388).[152]Mayor número de wickets capturados(435)[153]

- Mayor número de premios al Mejor Jugador de la Serie en pruebas de críquet (11).[154]

- Uno de los seis únicos lanzadores que han eliminado a los once bateadores en un partido de Test. Jim Laker, Srinivasaraghavan Venkataraghavan, Geoff Dymock, Abdul Qadir y Waqar Younis son los otros.[155]

- Mayor número de wickets de Test en un solo terreno. Muralitharan es el único lanzador que ha conseguido más de 100 wickets en tres estadios: el Sinhalese Sports Club Ground de Colombo, el Asgiriya Stadium de Kandy y el Galle International Stadium de Galle.[156]

- Único jugador de bolos que ha conseguido 75 o más wickets en un año natural en pruebas de críquet en tres ocasiones, en 2000, 2001 y 2006.[157]

- Mayor número de cinco wickets en su carrera internacional (77)[158]

- Mayor número de "ducks"(expulsiones por cero) en la historia del críquet internacional (en Tests, ODIs y T20Is):

- 59 patos en total.[100]

- Mayor número de bolas lanzadas en su carrera en el críquet internacional (63132)[159]

- 6.º en la lista de jugadores con más wickets en una temporada de test en casa (62 wickets en 7 partidos en 2001/02, el mayor número por un jugador de Sri Lanka).[160]

- Mayor número de bolas lanzadas por un jugador de bolos en su carrera (44039).[161]

- Posee el récord de más wickets en test jugando en casa (493).[162]

- Único jugador de bolos que ha conseguido 100 o más wickets en un año natural en cuatro ocasiones (1998, 2000, 2001 y 2006) en todos los formatos (ODI, Test y T20I).[163]

- Mayor número de wickets en un año natural en Tests, ODIs y T20Is combinados, con 136 wickets en 2001.[163](Muralitharan también ostenta el segundo puesto de este récord, con 128 wickets en 2006).

## Reconocimiento
En 2002, Wisden llevó a cabo un análisis estadístico de todos los partidos de Test con el fin de clasificar a los mejores jugadores de críquet de la historia, y Muralitharan fue considerado el mejor lanzador de Test de todos los tiempos. Sin embargo, dos años antes, Muralitharan no había sido nombrado uno de los cinco Jugadores de Críquet del Siglo de Wisden. El excapitán australiano Steve Waugh le llamó "el Don Bradman de los bolos".
Muralitharan fue elegido mejor jugador de críquet del mundo por Wisden en 2000 y en 2006.
El 15 de noviembre de 2007, se presentó el Trofeo Warne-Muralidaran, que lleva el nombre de los dos máximos anotadores de wicket en los Test de críquet, Shane Warne y Muralitharan. El trofeo muestra imágenes de las manos de los dos lanzadores que sostienen sendas pelotas de críquet. Este trofeo se disputará entre Australia y Sri Lanka en todas las futuras series de pruebas.
El 3 de diciembre de 2007, pocas horas después de que Muttiah Muralitharan se convirtiera en el jugador con más wickets en pruebas de críquet, el Marylebone Cricket Club (MCC) anunció que había inaugurado un retrato del lanzador de Sri Lanka en Lord's. El mismo día, la Oficina Filatélica del Departamento de Correos de Sri Lanka emitió un sello circular con una denominación de 5 rupias para conmemorar el récord mundial establecido por Muttiah Muralitharan. El diseño circular pretendía representar la pelota de críquet.
El músico australiano Alston Koch provocó el interés mundial cuando grabó la única canción oficial de homenaje a Muralitharan. La canción se mencionó incluso en el programa Test Match Special de la BBC. También se publicó el vídeo Muralitharan Song después de que batiera el récord mundial.
El 10 de enero de 2008, el Parlamento de Sri Lanka felicitó a Muttiah Muralitharan por su hazaña de batir el récord mundial como máximo anotador de wickets en partidos de críquet. Era la primera vez que se honraba a un deportista en la legislatura suprema del país.
El Consejo Provincial Central de Kandy ha rebautizado el Estadio Internacional de Cricket de Pallekele con el nombre de Muttiah Muralitharan.

## Polémica por su forma de lanzar
Durante gran parte de su carrera internacional, se sospechó que Muralitharan contravenía las leyes del juego al enderezar el brazo con el que lanzaba. Aunque fue citado tres veces, las pruebas biomecánicas posteriores llevaron al ICC a absolverle de la acusación y permitirle seguir jugando a los bolos.
Las pruebas biomecánicas realizadas en cuatro ocasiones alimentaron el debate sobre si su acción era realmente ilegal o se trataba de una ilusión creada por su supuesta capacidad única para generar un movimiento extra tanto en el hombro como en la muñeca, lo que le permite lanzar la doosra sin enderezar el codo.

### Primera citación de lanzamiento y pruebas

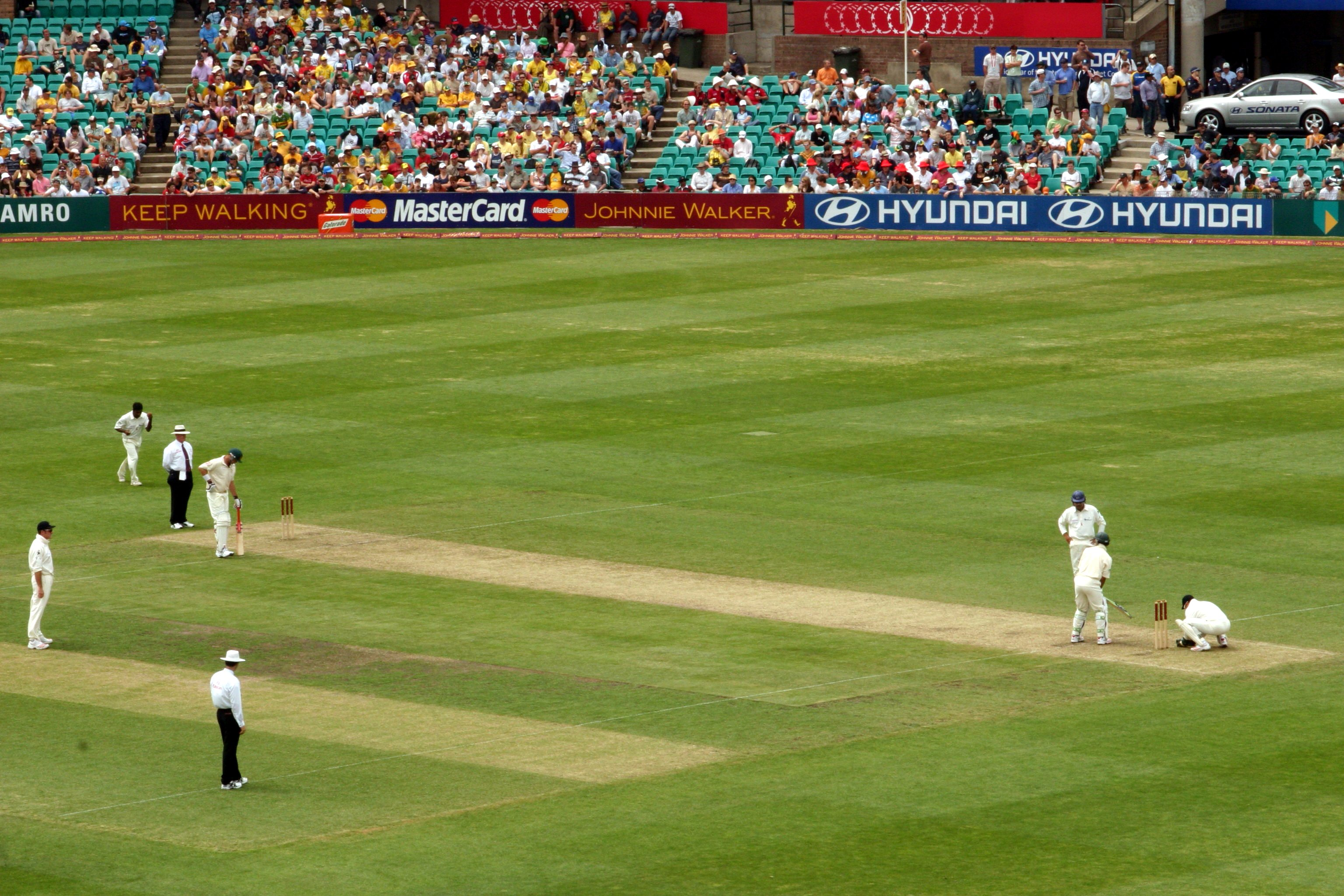
Muttiah Muralitharan lanza en el SCG para el ICC World XI

La preocupación inicial sobre si la acción de Muralitharan contravenía las leyes del juego al enderezar su brazo durante el lanzamiento se convirtió en una controversia abierta después de que el árbitro australiano Darrell Hair pitara una "no-ball" por una acción ilegal siete veces durante el partido de prueba del Boxing Day en Melbourne, Australia, en 1995. El australiano Sir Donald Bradman, considerado universalmente como el mejor bateador de la historia, fue citado más tarde diciendo que era el "peor ejemplo de arbitraje que [había] presenciado, y en contra de todo lo que el juego representa". Está claro que Murali no lanza la pelota".
Diez días después, el 5 de enero de 1996, Sri Lanka se enfrentó a las Indias Occidentales en el séptimo ODI de la competición triangular World Series, en Brisbane. El árbitro Ross Emerson, en su debut en un partido internacional, no pitó a Muralitharan tres veces en su primer ensayo, dos veces en el segundo y dos veces en el tercero. Fue un número idéntico al que pitó Hair el Boxing Day y (al igual que Hair) Emerson pitó desde el lado del lanzador mientras su compañero permanecía en silencio. La principal diferencia fue que varios no-balls se produjeron por quiebros de pierna, en lugar de los quiebros normales del lanzador.
En febrero de 1996, justo antes de la Copa del Mundo, Muralitharan se sometió a un análisis biomecánico en la Universidad de Ciencia y Tecnología de Hong Kong bajo la supervisión del Profesor Ravindra Goonetilleke, quien declaró legal su acción en las condiciones probadas, citando un defecto congénito en el brazo de Muralitharan que le hace incapaz de enderezar completamente el brazo pero da la apariencia de enderezarlo completamente. Aunque según las Leyes originales el brazo de un lanzador no tenía que estar completamente estirado para ser un lanzamiento ilegal, se concluyó que su acción creaba la "ilusión óptica de lanzamiento". Basándose en estas pruebas, el ICC autorizó a Muralitharan a seguir lanzando.

### Segunda citación y pruebas
Sin embargo, persistían las dudas sobre la acción de Muralitharan. En la gira de 1998-99 a Australia fue de nuevo citado por Ross Emerson para lanzar durante un One Day International contra Inglaterra en el Adelaide Oval de Australia. El equipo de Sri Lanka estuvo a punto de abandonar el partido, pero tras recibir instrucciones del Presidente de la Junta de Control de Críquet de Sri Lanka, el encuentro se reanudó.El capitán de Sri Lanka en aquel momento , Arjuna Ranatunga, fue multado y sancionado con una suspensión.Más tarde se supo que, en el momento del partido, Emerson estaba de baja por enfermedad en su trabajo no relacionado con el críquet, debido a una enfermedad relacionada con el estrés, y se retiró por el resto de la serie.Muralitharan se sometió a más pruebas en Perth e Inglaterra y fue absuelto de nuevo.En ningún momento el ICC pidió a Muralitharan que cambiara o modificara su conducta. Hasta ese momento de su carrera (1999), Muralitharan lanzaba principalmente dos tipos de lanzamientos: el off-break y el topspinner. Todavía no dominaba la doosra.

### Tercera citación y pruebas
Muralitharan continuó jugando a los bolos y consiguió su 500.º wicket en las Pruebas contra Australia, en Kandy, el 16 de marzo de 2004. Al final de la serie, el árbitro del partido, Chris Broad, cuestionó oficialmente su lanzamiento de doosra. En la Universidad de Australia Occidental (Departamento de Movimiento Humano y Ciencias del Ejercicio), se tomaron medidas cinemáticas tridimensionales del brazo de lanzador de Muttiah Muralitharan mediante un sistema óptico de captura de movimiento mientras lanzaba su doosra. El ángulo medio de extensión del codo de Muralitharan al lanzar la doosra era de 14°, que se redujo posteriormente a una media de 10,2° tras un entrenamiento de recuperación en la universidad. El estudio de la Universidad de Australia Occidental reveló que la doosra de Muralitharan contravenía el límite de extensión del codo establecido por el ICC de 5° para los lanzadores.
Según las Leyes originales del Cricket, los árbitros tenían la obligación de señalar "no-ball" a un lanzamiento que no les pareciera totalmente justo. Esta ley no dejaba a los árbitros ningún margen de discreción. En el año 2000, se modificaron las Leyes para establecer una cifra permitida de enderezamiento de 5° para los spinners, 7,5° para los pacers medios y 10° para los jugadores de bolos rápidos, en un intento de definir con mayor claridad lo que era legal, pero estas cifras resultaron difíciles de aplicar debido a que los árbitros eran incapaces de discernir las cantidades reales de enderezamiento y la diferenciación entre las tres cifras permitidas. Las pruebas en condiciones de partido de prueba no son posibles actualmente "cuando la identificación de los centros de las articulaciones del codo y del hombro en la recogida de datos en el campo, donde se lleva una camiseta, también implica grandes errores. En un partido, la capacidad de diferenciar movimientos anatómicos como la "extensión del codo" mediante la digitalización de los puntos finales de los segmentos, sobre todo si se producen rotaciones de los segmentos, es extremadamente difícil y propensa a errores, lo que sin duda ocurre con los jugadores de bolos. Por lo tanto, no es de extrañar que se prefieran las pruebas de laboratorio, en particular para los jugadores de bolos, donde se puede estructurar una longitud de lanzamiento y un recorrido adecuados. Esta es claramente la única manera de probar a los jugadores, donde los datos serían capaces de soportar el escrutinio científico y por lo tanto legal".
Un amplio estudio del ICC, cuyos resultados se publicaron en noviembre de 2004, se llevó a cabo para investigar el "problema del lanzamiento". Un análisis cinemático de laboratorio realizado por Ferdinands y Kersting (2004) en 42 jugadores de bolos que no participaban en los tests estableció que el límite de 5° para los jugadores de bolos lentos y con efecto era especialmente poco práctico.
Debido a los abrumadores resultados científicos, los investigadores recomendaron que se utilizara una tasa plana de 15° de extensión tolerable del codo para definir un punto de demarcación preliminar entre los bolos y los lanzamientos. Un panel de exjugadores de Test formado por Aravinda de Silva, Angus Fraser, Michael Holding, Tony Lewis, Tim May y Dave Richardson del ICC, con la ayuda de varios expertos biomecánicos, afirmó que el 99% de todos los jugadores de bolos de la historia del críquet enderezan el brazo al lanzar.Sólo un jugador sometido a la prueba (el lanzador a tiempo parcial Ramnaresh Sarwan) no infringió las normas anteriores a 2000.Muchos de estos informes no se han publicado y, por tanto, la cifra del 99% aún no se ha demostrado. De hecho, Muralitharan suscitó polémica cuando afirmó durante una entrevista en una emisora de radio de Melbourne que Jason Gillespie, Glenn McGrath y Brett Lee flexionaban los brazos 12, 13 y 14-15 grados respectivamente, aunque no está claro de dónde sacó Muralitharan estas cifras. Muralitharan fue censurado por la Junta de Críquet de Sri Lanka por estos comentarios.
Se pidió al Ejecutivo del ICC que ratificara las recomendaciones del panel en la Asamblea General Anual del ICC en febrero de 2005. Basándose en las recomendaciones, el ICC emitió una nueva directriz (que entró en vigor el 1 de marzo de 2005) que permitía extensiones o hiperextensiones de hasta 15 grados para todo tipo de jugadores de bolos, considerando así legal la doosra de Muralitharan.
Explicando por qué se llegó al nivel máximo de 15 grados, el miembro del panel Angus Fraser declaró: "Ese es el número que la biomecánica dice que (el enderezamiento) se hace visible. A simple vista es difícil ver menos de 15 grados en la acción de un jugador de bolos. Cuando el bíceps llega al hombro, la curvatura es de unos 165 grados. Muy pocos jugadores pueden llegar a 180 grados porque la articulación no lo permite. ... pero una vez que vas más allá de 15 grados entras en un área que empieza a darte una ventaja injusta y estás infringiendo la ley".

### Estudio de la Universidad de Australia Meridional
La decisión original de desautorizar la acción de bolos doosra fue ampliamente aclamada como justificable por tener una base científica. De ahí que un equipo de científicos australianos, en representación de la Universidad de Australia Meridional, llevara a cabo una investigación independiente, en línea con la inteligencia artificial y la biomecánica modernas, para resolver la controvertida cuestión planteada por la doosra. El estudio de la Universidad del Sur de Australia, fundado por el Prof. Mahinda Pathegama, y al que han contribuido el Prof. Ozdemir Gol, el Prof. J. Mazumdar, el Prof. Tony Worsley y el Prof. Lakmi Jain, ha analizado los estudios anteriores con detenimiento, ya que las técnicas de sus campos de especialización se emplean en el curso de la evaluación como base para la toma de decisiones. Las conclusiones basadas en este estudio científico son abrumadoras y Dave Richardson, director general de la CCI, declaró que "la CCI está revisando actualmente la Ley de lanzamientos y el reglamento de la CCI y el estudio realizado por el profesor Mahinda Pathegama con científicos de la UniSAes una valiosa fuente de información a este respecto".El equipo de científicos australianos, incluido el científico australiano nacido en Sri Lanka, Prof. Mahinda Pathegama, que informó de sus hallazgos, en línea con la prueba de Muralitharan a la ICC, ha analizado en profundidad diversas cuestiones, como los Escollos en la interpretación de imágenes cuando se utilizan imágenes 2D para los asociados de modelado 3D en comparación con las técnicas modernas en inteligencia artificial y biomecánica, y la evaluación de la biomecánica para la acción de bolos doosra, etc. Pathegama at al. (2004) informa además sobre el desacuerdo de expresión sobre la precisión de la medición en el Informe Murali, con el análisis del sistema de seguimiento del movimiento utilizado para el Informe Murali, y discutiendo aspectos cognitivos, pruebas de errores en la evaluación antropométrica y el seguimiento del movimiento, inhibición lateral en el seguimiento de la respuesta, aspecto psicofisiológico en las evaluaciones posteriores, errores de medición angular, errores inducidos por marcadores cutáneos, modelado 3D basado en la geometría y la física y el enfoque de la evaluación en el campo, etc.
El Informe Muralitharan elaborado por el estudio de la Universidad de Australia Occidental ha tenido en cuenta el estudio de Richards realizado en 1999 para evaluar el margen de error. El estudio de la Universidad de Australia Meridional realizado por el profesor Mahinda Pathegama argumentó que el estudio Richards presentado por el estudio de la Universidad de Australia Occidental había utilizado una barra de aluminio rígida que sólo giraba en el plano horizontal para introducir dicho margen de error. El informe de Pathegama.declaró que "en vista de que el sistema utilizado en la prueba arrojaba un error considerable incluso con una barra de aluminio rígida (un nivel de precisión de aproximadamente 4 grados, tal y como se indica en el Informe Murali), es lógico pensar que el margen de error sería considerablemente mayor al seguir con este mismo sistema los marcadores cutáneos de la extremidad superior en movimiento de un jugador de bolos". Siri Kannangara, médico australiano nacido en Sri Lanka y director del Instituto de Medicina Deportiva de Nueva Gales del Sur, también estuvo a la vanguardia del análisis de la acción de bolos de Muttiah Muralitharan como parte del estudio de caso de la Universidad de Australia Meridional para determinar si la acción de bolos de Muralitharan era realmente legítima o si estaba lanzando la bola en su carrera de bolos al entregar la bola en su seguimiento a nivel internacional.
Vincent Barnes afirma en una entrevistaque Bruce Elliott, el profesor de la UWA que también es biomecánico del ICC, había hecho un descubrimiento interesante en su trabajo con los lanzadores de dedos. "Dijo que había descubierto que muchos jugadores de bolos del subcontinente podían lanzar la doosra legalmente, pero no los jugadores de bolos caucásicos".

### Cuarta ronda de pruebas
El 2 de febrero de 2006, Muralitharan se sometió a una cuarta ronda de pruebas biomecánicas en la Universidad de Australia Occidental. Se había criticado que la ronda anterior de pruebas, realizada en julio de 2004, no reproducía las condiciones de los partidos debido a la menor velocidad de los bolos en las pruebas de laboratorio. Los resultados mostraron que la extensión media del codo al lanzar el lanzamiento "doosra" era de 12,2 grados, a una media de 53,75 mph (86,50 km/h). La media para su off-break fue de 12,9 grados a 59,03 mph (95,00 km/h).

### Bolos con brazo ortopédico
En julio de 2004, Muralitharan fue filmado en Inglaterra jugando a los bolos con un brazo ortopédico. La película se emitió en el Channel 4 británico durante el test contra Inglaterra del 22 de julio de 2004.
Al principio, Muralitharan lanzó tres pelotas (la off-spinner, la top-spinner y la doosra) como lo haría en un partido. A continuación, lanzó las mismas tres bolas con una abrazadera fabricada con barras de acero fijadas en resina resistente. El aparato se ha moldeado a la medida de su brazo derecho, mide unos 46 centímetros de largo y pesa algo menos de un kilogramo.
El presentador de televisión Mark Nicholas, que probó el aparato él mismo, confirmó que "no hay forma de que un brazo se doble, o flexione, cuando está con este aparato". Las tres bolas reaccionaron de la misma manera que cuando se lanzaron sin el soporte. No se lanzaron tan rápido porque el peso de la ortesis limita la velocidad de rotación del hombro de Muralitharan, pero el efecto se mantuvo.
Con la abrazadera puesta, todavía parecía haber una sacudida en su acción. Al estudiar la película a distintas velocidades, seguía pareciendo que enderezaba el brazo, a pesar de que la ortesis se lo impedía. La singular rotación de su hombro y la sorprendente acción de su muñeca parecen crear la ilusión de que endereza el brazo.
El lanzador dijo que el ejercicio tenía por objeto convencer a un público escéptico y no influir en la investigación del ICC sobre sus lanzamientos, iniciada después de que el árbitro Chris Broad le denunciara por su lanzamiento de doosra en marzo de 2004, la tercera vez que se tomaban medidas sobre sus lanzamientos. En una entrevista para la edición de agosto de 2004 de la revista Wisden Asia Cricket, Muralitharan declaró: "Creo que esto demostrará a aquellos que decían que era físicamente imposible lanzar una bola que girara hacia el otro lado. Demostré que era posible lanzar la doosra sin doblar el brazo".
En 2004, en el estadio R Premadasa de Colombo, Muralitharan realizó voluntariamente una serie de pruebas con cámaras de vídeo en directo. Michael Slater y Ravi Shastri fueron testigos. Muralitharan demostró una vez más que podía lanzar todos sus lanzamientos, incluido el doosra, con un aparato ortopédico en el brazo que le impide enderezar el codo. El Dr. Mandeep Dillon, ortopediatra, afirmó que la inusual capacidad de Muralitharan para generar un movimiento extra tanto en el hombro como en la muñeca le permite lanzar la doosra sin enderezar el codo.

### Críticos y conversos
Dos de los que más han criticado la actuación de Muralitharan han sido los exjugadores de críquet, el australiano Dean Jones y Bishan Bedi, excapitán indio. Más tarde, Dean Jones admitióque se había equivocado en su valoración de Murali cuando vio de primera mano cómo éste lanzaba con un brazo ortopédico.
Michael Holding, ex lanzador rápido de las Indias Occidentales, también criticó a Muralitharan, pero retiró sus críticas a la luz de las pruebas realizadas. Holding había sido citado como estando "110% de acuerdo" con Bedi, quien comparó la acción de Murali con un "lanzamiento de jabalina" y más recientemente, comparado con un "lanzador de peso"Tras el estudio del ICC, como miembro del panel que llevó a cabo el estudio, Holding declaró: "La evidencia científica es abrumadora .... Cuando los jugadores de bolos que a simple vista parecen tener acciones puras son analizados a fondo con la sofisticada tecnología actual, es probable que se muestre que enderezan su brazo 11 y en algunos casos 12 grados. Según una interpretación estricta de la ley, estos jugadores están infringiendo las reglas. El juego tiene que enfrentarse a esta realidad y decidir cómo tiene en cuenta este hecho"
En mayo de 2002, Adam Gilchrist, en un almuerzo del Carlton (Australian) Football Club, afirmó que la acción de Muralitharan no se ajustaba a las leyes del críquet. El periódico The Age, de Melbourne, citó a Gilchrist diciendo: "Sí, creo que lo hace, y lo digo porque, si se leen las leyes del juego, no me cabe duda de que él y muchos otros, a lo largo de la historia del críquet, lo han hecho"Estos comentarios se hicieron antes de la polémica de la doosra, a pesar de que la acción de Muralitharan había sido aprobada por el ICC tanto en 1996 como en 1999. Por su comentario, Gilchrist fue amonestado por la Australian Cricket Board (ACB) y declarado culpable de infringir las normas de la ACB relativas a "comentarios públicos perjudiciales".
Durante la gira de 2006 por Nueva Zelanda, otro crítico de Muralitharan, el excapitán neozelandés y comentarista de críquet Martin Crowe, pidió que se vigilara más de cerca la doosra de Muralitharan, afirmando que su acción parecía deteriorarse durante un partido[1]. A principios de ese año, al pronunciar la conferencia Cowdrey en Lords, Martin Crowe había exigido tolerancia cero en lugar de 15 grados para el lanzamiento y tachó específicamente a Muttiah Muralitharan de chucker. En respuesta a las críticas de Crowe, el director general del ICC, Dave Richardson, declaró que las pruebas científicas presentadas por los biomecánicos, el profesor Bruce Elliot, el doctor Paul Hurrion y el señor Marc Portuswith, eran abrumadoras y aclaró que "se descubrió que algunos jugadores de bolos, incluso aquellos de los que no se sospechaba que tuvieran acciones defectuosas, probablemente enderezaban sus brazos 11 o 12 grados. Y al mismo tiempo, algunos jugadores de bolos que puede parecer que lanzan pueden estar hiperextendiendo o jugando a los bolos con los codos permanentemente doblados". Según una interpretación estricta de la ley, estaban infringiendo las normas, pero si descartáramos a todos los jugadores que lo hicieran, no quedarían jugadores de bolos".

## Investigación científica sobre las acciones de bolos
Desde 1999 ha habido una serie de publicaciones de investigación científica que discuten la acción de bolos de Muralitharan, así como la necesidad de definir la legalidad de una acción de bolos utilizando conceptos biomecánicos. Esta investigación contribuyó directamente a la aceptación oficial de la acción de bolos de Muralitharan y convenció al ICC para redefinir las leyes de bolos en el críquet.
A continuación se enumeran las principales publicaciones:
- Elliot, B.C., Alderson, J., Reid, S. y Foster, D. (2004). Bowling Report of Muttiah Muralitharan (Informe sobre los bolos de Muttiah Muralitharan).[212]

- Ferdinands, R.E.D. (2004). Three-dimensional biomechanical analysis of bowling in cricket. Tesis doctoral, Universidad de Waikato.

- Ferdinands, R.E.D. y Kersting, U.G. (2004). Elbow Angle Extension and implication for the legality of the bowling action in Cricket. En A McIntosh (Ed.), Proceedings of Australasian Biomechanic Conference 5 (9 December - 10), University of New South Wales, Sydney, pp. 26-27.

- Ferdinands, R.E.D. y Kersting, U.G. (2007). An evaluation of biomechanical measures of bowling action legality in cricket. Sports Biomechanics, Volume 6, Issue 3 September 2007, pages 315-333

- Goonetilleke, R.S. (1999). Legality of bowling actions in cricket. Ergonomics, 42 (10), 1386-1397.

- Lloyd, D. G., Alderson, J. y Elliot, B.C. (2000). An upper limb kinematic for the examination of cricket bowling: A case study of Muttiah Muralitharan. Journal of Sports Sciences, 18, 975-982.

- Marshall, R. y Ferdinands R. (2003). The effect of a flexed elbow on bowling speed in cricket. Sports Biomechanics, 2(1), 65-71.

- Pathegama, M., Göl, Ö, Mazumdar, J., Winefield, T. y Jain, L (2003) 'Use of imprecise biomedical image analysis and anthropometric assessment in biomechanics with particular reference to competitive cricket', UniSA Scientific Study, SEIE, University of South Australia, Australia.

- Pathegama, M. y Göl, Ö (2004) 'Special Report on the Controversial doosra bowling action based on UniSA scientific study: As per the invitation made by David Richardson, general manager, ICC), EIE, University of South Australia, Australia.

- Portus, M., Mason, B., Rath, D. y Rosemond, C. (2003). Fast bowling arm actions and the illegal delivery law in men's high performance cricket matches. Science and Medicine in Cricket. R. Stretch, T. Noakes y C. Vauhan (Eds.), Com Press, Ports Elizabeth, Sudáfrica, pp. 41-54.982.

## Filantropía
Muralitharan, junto con su mánager Kushil Gunasekara, creó la organización benéfica Foundation of Goodness a principios de la década de 2000. La organización está comprometida con el bienestar de la región de Seenigama (en el sur de Sri Lanka) y apoya a las comunidades locales a través de una serie de proyectos en ámbitos como las necesidades de los niños, la educación y la formación, la atención sanitaria y el apoyo psicosocial, la vivienda, los medios de subsistencia, el deporte y el medio ambiente. El proyecto Seenigama de Murali recaudó fondos de jugadores de críquet y administradores de Inglaterra y Australia. La estrella canadiense del pop Bryan Adams donó una piscina.
Muralitharan también planeó construir un segundo complejo deportivo para civiles desplazados por la guerra en Mankulam, una ciudad situada a 300 kilómetros al norte de Colombo. El proyecto, de dos años de duración y valorado en un millón de dólares, pretendía construir un polideportivo, una escuela, centros de formación de inglés e informática y un hogar para ancianos. Aunque el polideportivo sigue siendo el proyecto principal, Foundation of Goodness también tiene previsto ayudar a la educación de niños, jóvenes y adultos. El jugador de críquet inglés Sir Ian Botham visitó Mankulam con Muralitharan, y más tarde, dirigiéndose a los medios de comunicación en Colombo el 27 de marzo de 2011, dijo que consideraría la posibilidad de hacer una caminata desde Point Pedro (el extremo norte de Sri Lanka) hasta Dondra Head (el extremo sur de Sri Lanka) para recaudar fondos para el proyecto.
En junio de 2004, Muralitharan también se unió al Programa Mundial de Alimentos de las Naciones Unidas como embajador para luchar contra el hambre entre los escolares.
Cuando el terremoto del océano Índico devastó Sri Lanka el 26 de diciembre de 2004, Muralitharan contribuyó a los programas de socorro. Él mismo se salvó de la muerte por los pelos,al llegar 20 minutos tarde a Seenigama, donde iba a entregar los premios de uno de los proyectos benéficos en los que trabajaba. Mientras las agencias internacionales traían alimentos por vía aérea, Muralitharan pagó y organizó tres convoyes de diez camiones cada uno para ayudar en la distribuciónConvenció a quienes podían de que donaran ropa, y supervisó él mismo la entrega.
Durante las labores de rehabilitación tras el tsunami, escaseó el cemento. Muralitharan no tardó en firmar un acuerdo de patrocinio con Lafarge, un gigante mundial del cemento, que consistía en un trueque directo, por el que se suministraría cemento a la Fundación para la Bondad a cambio del trabajo realizado por Muralitharan. Durante los tres primeros años desde el tsunami, la fundación recaudó más de 4 millones de dólares para ayudar a los supervivientes, y ha construido casas, escuelas, instalaciones deportivas y centros informáticos.

## Otros trabajos
El 1 de agosto de 2015, Muralitharan y el también jugador de críquet de Sri Lanka Tillakaratne Dilshan fueron nombrados por el presidente de Sri Lanka Maithripala Sirisena embajadores de marca del Grupo de Trabajo Presidencial para combatir la enfermedad renal.

## En la cultura popular
En julio de 2019, se anunció que se haría una película biográfica en tamil titulada 800 con el actor Vijay Sethupathi retratando a Muralitharan. La película iba a ser producida por el actor Rana Daggubati bajo su bandera Suresh Productions con MS Sripathy como director.Sin embargo, el rodaje se puso en espera debido a varias razones, como la oposición política. El 8 de octubre de 2020, los cineastas anunciaron que la película biográfica titulada provisionalmente 800 se llevaría a cabo según lo previsto y también revelaron que el primer póster de la película se publicaría antes junto con los detalles del reparto y los miembros del equipo.
Sethupathi recibió numerosas críticas en las redes sociales por interpretar el papel de Muttiah Muralitharan en la película biográfica. Los internautas también afirmaron que el propio Muralitharan es partidario de Rajapaksa y pidieron a Sethupathi que abandonara el rodaje. Además, políticos de Tamil Nadu también advirtieron de que un actor tamil no debería interpretar el papel de un esrilanqués, recordando las denuncias de masacre genocida de más de 200.000 tamiles de Sri Lanka durante la fase final de la Guerra Civil de Sri Lanka. El grupo dravidiano de Coimbaitore también instó a Vijay Sethupathi a abandonar el proyecto, insistiendo en que Muralitharan apoyó a los cingaleses durante la Guerra Civil de Sri Lanka. El hashtag #Shame on Vijay Sethupathi fue tendencia en las redes sociales el 13 de octubre de 2020, poco después de la publicación del cartel de la película, que se lanzó a través de Star Sports antes del partido de la fase de grupos entre el Chennai Super Kings y el Sunrisers Hyderabad durante la Indian Premier League de 2020. Muralitharan negó las acusaciones de apoyar la matanza de civiles durante la guerra civil e insistió en que la guerra no debía glorificarse. Debido a los disturbios políticos relacionados con la película, el propio Muralitharan instó a Sethupathi a abandonar el proyecto, que no llegó a materializarse.
El 17 de abril de 2023, coincidiendo con el cumpleaños de Muralitharan, se publicó el primer póster de la película biográfica titulada 800, en la que Madhur Mittal sustituye a Sethupathi. La película, producida por Movie Train Motion Pictures, se rodó en Sri Lanka, Chennai, Cochin, Inglaterra y Australia.